# Colomba (Kartoffel)

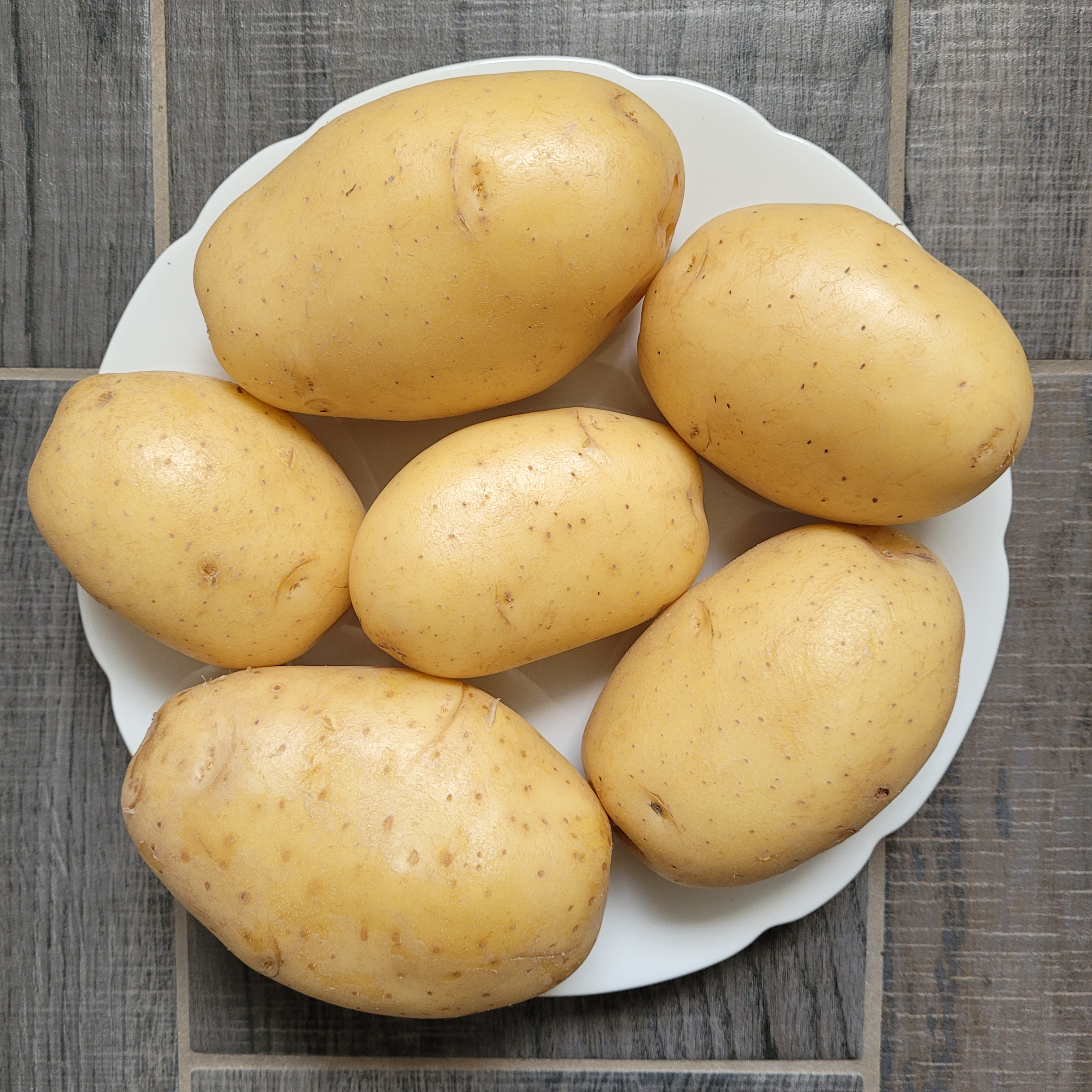
Colomba

Colomba ist eine vorwiegend festkochende Kartoffelsorte. Züchter und Markeninhaber ist HZPC Holland. Es handelt sich dabei um eine Kreuzung aus Carrera × Agata.

## Sorteneigenschaften
Es handelt sich um eine sehr früh reifende Sorte, die etwa nach 81 Tagen geerntet werden kann. Trotz nur mittelmäßigem Knollenansatz ist der Ertrag sehr hoch aufgrund der relativ groß ausfallenden Knollen, es kommt häufiger zu Übergrößen. Die Knollen haben eine rundovale Form, die Fleischfarbe ist gelb und bleibt auch nach dem Kochen erhalten. Die Schale ist sehr hell. Die Sorte hat eine gute Resistenz gegen Kartoffel- und Pulverschorf, ist jedoch anfällig für Kraut- und Knollenfäule und stark anfällig für das Y-Virus. Gegen die Pathotypen Ro1 und Ro4 der Goldnematode ist Colomba resistent.
In den Jahren 2013 und 2014 führte die Landwirtschaftskammer Nordrhein-Westfalen Anbauversuche durch, bei denen ein „leicht erhöhter Rhizoktoniabefall in Form von Teerflecken“ festgestellt wurde, insgesamt jedoch aufgrund der Ertragshöhe und „der guten inneren Werte“ Potenzial bei der Sorte gesehen wurde. „Ihre Vorteile dürfte sie besonders als Frühsorte der zweiten Dekade und Vermarktung über den Handel ausspielen können.“